# Яцык, Сергей Павлович
Яцык Сергей Павлович — российский педиатр, профессор, доктор медицинских наук, хирург со специализацией в детской урологии-андрологии. В настоящий момент[когда?] является руководителем Института детской хирургии ФГАУ НЦЗД МЗ России. Член-корреспондент Российской академии наук. Член президиума ВАК РФ. Заместитель председателя экспертного совета ВАК РФ по хирургическим наукам. Член Экспертного совета по хирургическим наукам ВАК РФ, профессор кафедры Детской хирургии ГОУ ДПО РМАПО МЗ РФ, член диссертационных Советов ГОУ ДПО РМАПО и ФГАУ НЦЗД МЗ РФ. Заместитель председателя проблемной комиссии по детской урологии ФГАУ НЦЗД Минздрава России.

## Биография
Родился в семье медиков 27 октября 1972 года в Москве. Отец — Яцык Павел Константинович, д.м.н., профессор, хирург, уролог, мать — Яцык Галина Викторовна, Заслуженный деятель науки РФ, д.м.н., профессор, неонатолог.
Учился в школе № 26. В старших классах увлекся медициной. После окончания школы с первой попытки поступил на педиатрический факультет 2-го Московского медицинского института имени Н. И. Пирогова.
В 1990-х годах обучался в ординатуре на кафедре детской хирургии. Затем работал в качестве детского врача. После чего поступил в аспирантуру.
Защитил[когда?] диссертацию кандидата медицинских наук, а в 2006 — докторскую диссертацию «Иммунологическая и радиоизотопная оценка состояния почек и мочевых путей при обструктивных уропатиях у детей и подростков».
В 2013 году присвоено звание профессора.
С 28 ноября 2016 года — член-корреспондент Российской Академии Наук.

## Научная и общественная деятельность
Автор более 150 научных трудов. Под его руководством защищено 2 докторских и 7 кандидатских диссертаций. Имеет 4 патента на изобретения.
Участвовал в создании и разработке научных направлений, связанных с проблемой сохранения объёма функционирующей ткани почек у детей с обструктивными уропатиями после реконструктивно-пластических операций на мочеполовой системе, малоинвазивной эндоскопической хирургией заболеваний мочеполового тракта у детей, реконструктивно-пластической хирургией патологии половых органов как у мальчиков, так и у девочек.
- Научно обоснован и внедрен в практику алгоритм послеоперационного контроля детей с обструктивными уропатиями.
- Разработана методика предоперационной подготовки детей с осложненными формами гипоспадии.
- Разработан хирургический прием, позволяющий сохранить максимальную иннервацию половых органов при феминизирующей пластике гениталий у девочек с верильной формой врожденной дисфункции коры надпочечников.
- Сформированы показания к проведению эндоскопической коррекции пузырно-мочеточникового рефлюкса у детей в зависимости от длительности и интенсивности ретроградного тока мочи.
- Разработан алгоритм оценки состояния гематотестикулярного барьера у мальчиков как показателя защиты тестикул от аутоиммунной агрессии после хирургической коррекции андрологической патологии.

## Заслуги и награды
- Главный внештатный специалист, детский уролог-андролог ЦФО Росздравнадзора;
- Член редколлегии журналов:

1. «Детская хирургия»,
2. «Вопросы современной педиатрии»,
3. «Репродуктивное здоровье детей и подростков»;

- Член детской Европейской ассоциации урологов;
- Член Российской ассоциации детских хирургов;
- Член международной ассоциации по гипоспадии и нарушению формирования пола;
- Член Межрегиональной общественной организации детских урологов-андрологов;
- Профессор кафедры детской хирургии РМАПО
- Член детской Европейской ассоциации урологов,
- Член Российской ассоциации детских хирургов,
- Член международной ассоциации по гипоспадии и нарушению формирования пола,
- Член Межрегиональной общественной организации детских урологов-андрологов.
- Лауреат премии Молодых ученых РАН им. М. В. Ломоносова.

## Труды
1. Structural abnormalities of the obstructed ureterovesical junction
2. Противорубцовая терапия у больных с осложненной гипоспадией
3. Уровни гонадотропных и половых гормонов, показатели спермограммы у мужчин, оперированных в подростковом возрасте по поводу варикоцеле
4. Радионуклиидное определение транзита мочи по мочеточникам у детей с обструктивными уропатиями
5. Внутрипузырная электростимуляция и магнитотерапия при хроническом пиелонефрите и цистите у детей с нарушениями уродинамики
6. Межоболочечный анастомоз при гидроцеле у детей

Под авторством Яцыка С. П. написаны такие книги как:
1. Диагностика обструктивных уропатий у детей методами ядерной медицины
2. Патогенез хронического обструктивного пиелонефрита у детей и подростков
3. Обструкция верхних мочевыводящих путей у детей
4. Болезни органов репродуктивной сферы у мальчиков и юношей

Патенты:
1. Способ прогнозирования риска почечной недостаточности в послеоперационном периоде при операциях на почке
2. Способ профилактики контраст-индуцированной нефропатии при рентгеноконтрастных исследованиях
3. Способ оценки жизнеспособности почечной паренхимы
4. Способ определения объёма функционирующей почечной ткани